# محضر الأرواح
محضر الأرواح (بالألمانية: Der Geisterseher) (العنوان الكامل:Aus den Papieren des Grafen von O **) رواية غير مكتملة من تأليف الكاتب الألماني فريدرش شيلر (1759-1805)، ظهرت الرواية للمرة الأولى مجزئة في مجلة شيلر «تاليا» (Thalia) في الفترة من عام 1787 حتى 1789. نشرت الرواية للمرة الثانية لاحقاً على شكل ثلاثة مجلدات ومع ذلك فقد كانت غير مكتملة. استقطبت الرواية جمهوراً فاق جمهور أي عمل آخر لشيلر في أثناء فترة حياته، جذب القراء إلى الرواية عناصرها مثل استحضار الأرواح والروحانية والمؤامرات.
بالنظر إلى هيكل الرواية فهي ليست قصة واحدة، وتدور الرواية حول جمعية يسوعية سرية تحاول أن تحول أمير ألماني بروتستانتي إلى الكاثوليكية، الرواية تمر على فلسفة دينية وتاريخية تظهر فلسفة شيلر التنويرية مع نقده للدين والمجتمع. بسبب تكوين الرواية البطيء وكراهية شيلر لهذا الأسلوب الأدبي فلم يخطط لإنهاء الرواية من البداية، وبسبب ذلك فإن بنية الرواية ليست موحده في جميع مقاطعها. فالرواية تتراوح بين النثر الخطابي إلى النثر المسرحي وإلى الحوارات وهي تشبه في ذلك مسرحيته «دون كارلوس» (Don Karlos) وتحتوي الرواية كذلك على عناصر شائعة من الرعب القوطي.

## وصلات خارجية
| - محضر الأرواح، على ويكي مصدر الألمانية. - محضر الأرواح، على كومنز. - محضر الأرواح، على موقع أمازون. - محضر الأرواح، على مشروع جوتنبرج الألماني. | - محضر الأرواح، على كتب جوجل. - محضر الأرواح، على أرشيف الإنترنت. - محضر الأرواح، على الفهرس العالمي. - محضر الأرواح، على مشروع جوتنبرج (بالإنجليزية). |  |